# Zdenko Lilek
Zdenko Lilek, slovenski policist in veteran vojne za Slovenijo, * ?.

## Odlikovanja in nagrade
Leta 1992 je prejel častni znak svobode Republike Slovenije z naslednjo utemeljitvijo: »za izjemne zasluge pri obrambi svobode in uveljavljanju suverenosti Republike Slovenije«; med vojno je bil namreč na noči 28. junija 1991 hudo ranjen in postal invalid.